# Numenes praestans
Numenes praestans är en fjärilsart som beskrevs av Saalmüller 1884. Numenes praestans ingår i släktet Numenes och familjen tofsspinnare. Inga underarter finns listade i Catalogue of Life.